# Velibor Topić
Velibor Topić (Mostar, 24 luglio 1970) è un attore bosniaco naturalizzato britannico.

## Filmografia

### Attore

#### Cinema
- Il Santo (The Saint), regia di Phillip Noyce (1997)
- Snatch - Lo strappo (Snatch), regia di Guy Ritchie (2001)
- Bodywork, regia di Gareth Rhys Jones (2001)
- Red Siren (La sirène rouge), regia di Olivier Megaton (2002)
- Cargo, regia di Andi Reiss (2004)
- Le crociate - Kingdom of Heaven (Kingdom of Heaven), regia di Ridley Scott (2005)
- The Commander (Second in Command), regia di Simon Fellows (2006)
- Complicità e sospetti (Breaking and Entering), regia di Anthony Minghella (2006)
- The All Togheter, regia di Gavin Claxton (2007)
- Zivi i mrtvi, regia di Kristijan Milic (2007)
- The Englishman, regia di Ian Sellar (2007)
- Goal III: Taking on the World, regia di Andrew Morahan (2009)
- Extreme Vocational Experiences, regia di Rob Kaplan - cortometraggio (2009)
- Robin Hood, regia di Ridley Scott (2010)
- Thorne: Scarycat, regia di Benjamin Ross (2010)
- London Boulevard, regia di William Monahan (2011)
- Buon anno Sarajevo (Djeca), regia di Aida Begić (2012)
- Outpost: Rise of the Speznatz, regia di Kieran Parker (2013)
- The Counselor - Il procuratore (The Counselor), regia di Ridley Scott (2013)
- Film: The Movie, regia di Raffaello Degruttola (2014)
- The Smoke, regia di Ben Pickering (2014)
- Kingsman - Secret Service (Kingsman: The Secret Service), regia di Matthew Vaughn (2014)
- Never Let Go, regia di Howard J. Ford (2015)
- The Healer, regia di James Erskine (2015)
- Convenience, regia di Keri Collins (2015)
- Il traditore tipo (Our Kind of Traitor), regia di Susanna White (2016)
- The White Room, regia di James Erskine (2016)
- Mrtve ribe, regia di Kristijan Milic (2017)
- Outside the Wire, regia di Mikael Håfström (2021)
- Nella tana dei lupi 2 - Pantera (Den of Thieves 2: Pantera), regia di Christian Gudegast (2025)

#### Televisione
- Taggart - serie TV, episodi 3x03 (1998)
- Casualty - serie TV, episodio 13x22 (1999)
- Metropolitan Police (The Bill) - serie TV, 6 episodi (1999-2009)
- I ragazzi della stazione ((The Railway Children), regia di Catherine Morshead – film TV (2000)
- As If - serie TV, episodio 1x10 (2001)
- Always and Everyone - serie TV, episodio 3x06 (2001)
- Randall & Hopkirk (Randall & Hopkirk (Deceased)) - serie TV, episodio 2x06 (2001)
- Ultimate Force - serie TV, episodio 1x06 (2002)
- Messiah 2: Vengeance Is Mine - miniserie TV, 2 episodi (2003)
- The Vice - serie TV, episodio 5x06 (2003)
- Prime Suspect - miniserie TV, 2 episodi (2003)
- William and Mary - serie TV, episodi 2x01-2x02 (2004)
- Testimoni silenziosi (Silent Witness) - serie TV, episodi 9x05-9x06 (2005)
- Rose and Maloney - serie TV, episodio 3x01 (2005)
- Holby City - serie TV, 6 episodi (2006-2007)
- Coming Up - serie TV, episodio 4x04 (2006)
- Sharpe's Peril - film TV, regia di Tom Clegg (2007)
- Hustle - I signori della truffa (Hustle) - serie TV, episodio 6x03 (2010)
- Ambassadors - miniserie TV, 3 episodi (2013)
- Da Vinci's Demons - serie TV, episodi 2x01-2x03-2x04  (2014)
- The Game - miniserie TV, 2 episodi (2014)
- Suspects - serie TV, episodi 2x04-4x02 (2014-2015)
- Vera - serie TV, episodio 5x03 (2015)
- Crossing Lines - serie TV, episodio 3x07 (2015)

### Doppiatore
- Tomb Raider: The Angel of Darkness - videogioco (2004)
- Outpost, regia di Steve Barker (2008)
- GoldenEye 007 - videogioco (2010)
- Cars 2, regia di John Lasseter e Brad Lewis (2011)
- 007 Legends - videogioco (2012)

## Doppiatori italiani
Nelle versioni in italiano delle opere in cui ha recitato, Velibor Topić è stato doppiato da:
- Roberto Draghetti in Le crociate - Kingdom of Heaven
- Riccardo Lombardo in The Commander
- Alberto Angrisano in Complicità e sospetti
- Marco Rasori in Robin Hood
- Franco Sciacca in Buon anno Sarajevo
- Enrico Di Troia in Kingsman - Secret Service
- Riccardo Scarafoni in Il traditore tipo
- Alessandro Budroni in FBI: International